# Bao Chunlai
Bao Chunlai (født 17. februar 1983 i Changsha) er en kinesisk badmintonspiller. Han har ingen større internationale mesterskabs titler. Han har en sølv og to bronzemedaljer fra VM i badminton. Chunlai blev udtaget til at repræsentere Kina ved sommer-OL 2008, hvor han røg ud i kvartfinalen mod Lee Hyun-il fra Sydkorea.